# Hypobrycon leptorhynchus
Hypobrycon leptorhynchus är en fiskart som beskrevs av Da Silva och Malabarba, 1996. Hypobrycon leptorhynchus ingår i släktet Hypobrycon och familjen Characidae. Inga underarter finns listade i Catalogue of Life.